# Rocket League
Rocket League é um jogo eletrônico de futebol em veículos desenvolvido e publicado pela Psyonix. Foi lançado pela primeira vez para Microsoft Windows e PlayStation 4 em 7 de julho de 2015, com as portes para o Xbox One, MacOS, Linux e Nintendo Switch sendo lançados posteriormente. Em junho de 2016, a 505 Games começou a distribuir uma versão física para o PlayStation 4 e Xbox One, com a Warner Bros. Interactive Entertainment assumindo essas funções até o final de 2017. No dia 23 de setembro de 2020, o jogo se tornou gratuito.
Descrito como "futebol, mas com carros movidos a foguete", Rocket League tem de um a quatro jogadores designados para cada uma das duas equipes, usando veículos movidos a foguete para acertar o gol do adversário e marcar pontos ao longo de uma partida. O videogame inclui modos para um jogador e multijogadores, que podem ser jogados localmente e on-line, incluindo jogos multi-plataforma entre as versões de PlayStation 4 e Microsoft Windows, bem como cross-play entre as versões de Xbox One, Switch e Windows. Atualizações posteriores permitiram a modificação de regras básicas e novos modos de jogo, incluindo os baseados em hóquei no gelo e basquete.
Rocket League é uma continuação de Supersonic Acrobatic Rocket-Powered Battle-Cars, publicado pela Psyonix em 2008 para o PlayStation 3. Battle-Cars recebeu críticas mistas e não foi um grande sucesso, mas ganhou uma base de fãs leais. A Psyonix continuou a se sustentar através do trabalho de desenvolvimento de contrato para outros estúdios, enquanto procurava desenvolver uma sequência. A empresa iniciou o desenvolvimento formal de Rocket League por volta de 2013, refinando a jogabilidade de Battle-Cars para lidar com críticas e comentários dos fãs. A desenvolvedora também reconheceu sua falta de marketing para o título anterior, e se envolveu tanto nas mídias sociais quanto nas promoções, incluindo oferecer o videogame como um download gratuito para membros da PlayStation Plus no lançamento, a fim de promover o videogame.
Rocket League foi elogiado pela crítica, recebendo uma recepção positiva por suas melhorias em comparação com Battle-Cars, seus gráficos e jogabilidade multijogador, apesar de alguns críticos serem céticos quanto ao motor de física do videogame. O videogame ganhou vários prêmios da indústria. e alcançou mais de seis milhões de vendas e 40 milhões de jogadores até o início de 2018. Rocket League também foi adotado como um eSport, com jogadores profissionais participando da ESL e da Major League Gaming, juntamente com as próprias competições da Psyonix através do Rocket League Championship Series (RLCS).

## Jogabilidade

Jogabilidade na Rocket League, em que os jogadores têm como objetivo acertar com a bola na baliza da equipa adversária utilizando os seus carros movidos a foguetões

A jogabilidade de Rocket League é basicamente igual à de seu predecessor, Supersonic Acrobatic Rocket-Powered Battle-Cars. Os jogadores controlam um carro movido a foguete e o usam para acertar uma bola muito maior do que os carros em direção à área do gol do outro time para fazer gols, de uma forma que lembra o futebol de salão, com elementos que lembram um derby de demolição. Os carros dos jogadores têm a capacidade de pular para acertar a bola enquanto estão no ar. Os jogadores também podem aumentar a velocidade passando seus carros por espaços marcados no campo, permitindo-lhes cruzar rapidamente o campo, usar o impulso adicionado para acertar a bola ou bater no carro de outro jogador para destruí-la; neste último caso, o carro destruído reaparece momentos depois no lado do campo de sua equipe. Um jogador também pode usar um impulso quando no ar para impulsionar-se para a frente durante o voo, permitindo aos jogadores acertar a bola no ar. Os jogadores podem alterar a orientação de seus carros enquanto estão no ar, o que, combinado com a aceleração no ar, permite um voo controlado. Os jogadores também podem realizar esquivas rápidas, fazendo com que seu carro dê um pulo curto e gire em uma determinada direção, o que pode ser usado para empurrar a bola ou ganhar vantagem de posicionamento sobre o outro time.
As partidas geralmente duram cinco minutos, com uma prorrogação de morte súbita se a partida estiver empatada nesse ponto. As partidas podem ser jogadas de um contra um até quatro contra quatro jogadores, bem como em listas de partidas casuais e classificadas. Este último serve como o modo online competitivo de Rocket League, onde os jogadores competem em diversos escalões hierárquicos dentro de estações de jogo, com vitórias ou perdas aumentando ou diminuindo a classificação de um jogador, respectivamente. O videogame inclui um modo de "temporada" para um jogador, com o jogador competindo com outros jogadores controlados pelo computador. Uma atualização em dezembro de 2016 introduziu sequências de "Treinamento Personalizado" que podem ser criadas por jogadores e compartilhadas com outros na mesma plataforma; os jogadores são capazes de especificar o caminho da bola e a presença e habilidade dos oponentes em campo para praticar chutes a gol específicos repetidamente.
Poucos meses depois de ter sido lançado, a Psyonix lançou uma atualização que adicionou modos de jogo conhecidos como "mutadores", modificando alguns aspectos da jogabilidade, como aumento ou diminuição da gravidade, tamanho da bola, velocidade e salto da bola. Para a temporada de férias de 2015, outra atualização substituiu as partidas "mutator" por um modo inspirado no hóquei no gelo (chamado "Snow Day"), jogado em uma pista de gelo e a bola substituída por um disco de hóquei com física diferente. A recepção positiva ao modo de hóquei no gelo o levou a ser estendido por algumas semanas após a temporada de férias. Snow Day foi permanentemente adicionado às configurações de mutador para partidas privadas e partidas de exibição em 10 de fevereiro de 2016. O modo "basquete", foi adicionado em 26 de abril de 2016. Um modo "Rumble" separado, que incorpora power-ups incomuns, como a capacidade de congelar a bola no lugar ou fazer com que um único oponente tenha dificuldade em controlar seu carro, foi adicionado em 8 de setembro de 2016. Uma atualização em dezembro de 2016, conhecida como "Starbase ARC" (baseado no videogame móvel ARC Squadron da Psyonix) adicionou suporte para arenas personalizadas para jogadores do Windows com suporte através do Steam Workshop, junto com outros novos conteúdos. Em comemoração ao Super Bowl LVem em fevereiro de 2021, a Psyonix lançou um modo de jogo por tempo limitado chamado "Gridiron", que funciona de maneira semelhante ao futebol americano, com a bola de futebol normal sendo substituída por uma bola de futebol americano.
Um novo modo de jogo, "Dropshot" ("chute em queda" em português), foi adicionado em uma atualização de março de 2017. Ele acontece em uma arena sem gols e em um campo feito de ladrilhos hexagonais, e usa uma bola que fica cada vez mais eletrificada após golpes ou passes bem-sucedidos. Quanto mais a bola é golpeada pelos jogadores sem tocar o solo, mais eletrificada ela se torna e mais ladrilhos danificam quando finalmente atinge o solo. O objetivo do modo é danificar o chão do oponente o suficiente para abrir um buraco nele, permitindo que a bola caia e marque pontos. Uma vez que uma equipe pontua, o piso do outro lado do campo volta ao normal (enquanto o piso do lado da equipe que pontuou retém qualquer dano existente).
Como parte de um meio de monetizar o videogame além do conteúdo para download, a Psyonix tentou algumas abordagens diferentes. Em setembro de 2016, introduziu um sistema de loot box conhecido como "Caixas", onde os jogadores podiam comprá-los com uma seleção aleatória de itens de personalização no videogame, abertos por meio da compra de "Chaves" usando dinheiro do mundo real. Devido ao aumento da preocupação governamental com as caixas de pilhagem, a Psyonix substituiu o sistema de caixas por Blueprints em dezembro de 2019, que oferecem um item específico conhecido como "plantas" que podem ser ganhas ao final de uma partida. Esses Blueprints podem então ser criados usando a nova moeda premium do videogame (Créditos), ou comprados com fundos do mundo real, se o jogador assim escolher. Uma nova loja de itens rotativa foi introduzida em dezembro de 2019 também, com itens em destaque disponíveis em um cronômetro de 48 horas e itens diários em um cronômetro de 24 horas. A Loja de Itens inclui todos os tipos de itens do videogame, como Carros Pintados, Rodas Exóticas, Explosões de Gol e muito mais. Cada item tem um valor de Crédito listado que mostrará o custo do item, permitindo que os jogadores comprem o item exato que desejam, em vez de depender do RNG para obter um item específico previamente disponível nas caixas de saque. Separadamente, a Psyonix adicionou um recurso de passe de batalha ao videogame em setembro de 2018, conhecido como "Rocket Pass". Cada passe, que dura alguns meses, tem desafios e outras oportunidades ao jogar Rocket League que permitem aos jogadores aumentar o nível do passe, a partir do qual novas opções de personalização exclusivas associadas a esse passe podem ser desbloqueadas. Embora o Rocket Pass seja gratuito para todos os jogadores, uma opção premium de custo fixo pode ser adquirida, o que acelera a taxa de aumento de nível e desbloqueia itens adicionais em certos níveis de tier.

## Desenvolvimento
A Psyonix já havia desenvolvido Supersonic Acrobatic Rocket-Powered Battle-Cars em 2008 para o PlayStation 3. O videogame em si foi compatível com as modificações anteriores que o fundador da Psyonix, Dave Hagewood, fez para o Unreal Tournament 2003 ao expandir a jogabilidade baseada em veículos que a Epic Games já havia definido no motor para um novo modo de jogo chamado Onslaught. Para isso, Hagewood foi contratado pela Epic para o Unreal Tournament 2004 especificamente por incorporar o modo Onslaught como uma parte oficial do videogame. Hagewood usou sua experiência na Epic para fundar a Psyonix. Entre outros projetos de contrato, Psyonix trabalhou para tentar encontrar uma maneira de tornar a corrida de veículos Unreal em um motor baseado em física agradável. Eles experimentaram várias opções, como modos de corrida ou labirintos, mas descobriram que, quando colocaram uma bola na arena para ser empurrada pelos veículos, encontraram a fórmula certa, que se tornaria Battle-Cars. Além do sucesso foi a adição de carros movidos a foguete; originalmente era para ser um simples aumento de velocidade, mas com o motor de física, eles foram capazes de fazer os veículos voar para fora e ao redor da arena, aumentando as possibilidades de jogabilidade.
Quando a Psyonix terminou o desenvolvimento de Battle-Cars, o estúdio tentou obter acesso a uma editora vendendo seu videogame como "futebol, mas com carros movidos a foguete", mas nenhuma das editoras parecia interessada. No final das contas, eles optaram por publicar o videogame na PlayStation Network com quase nenhum marketing. Embora tenha sido baixado mais de dois milhões de vezes, não foi considerado muito bem-sucedido, mesmo depois que o estúdio cortou o preço. O estúdio continuou com outros projetos, embora tenha mantido a ideia de construir Battle-Cars como uma opção, reconhecendo que o videogame tinha uma base de fãs pequena, mas dedicada, que lhes forneceu ideias para expansão.  Esses outros projetos, que incluíam contratos de trabalho para jogos AAA, incluindo Mass Effect 3 e Gears of War, ajudaram a financiar o desenvolvimento de Rocket League.
O desenvolvimento completo de Rocket League começou por volta de 2013 e levou cerca de dois anos e menos de $ 2 milhões para ser desenvolvido, embora eles tivessem testado vários protótipos de uma sequência de Battle-Cars nos anos anteriores, incluindo uma tentativa malsucedida de apresentar a ideia do videogame à Electronic Arts em 2011. A Psyonix usou alguns dos comentários de Battle-Cars para ajustar a jogabilidade em Rocket League. Um requisito fundamental para o Psyonix era aumentar a taxa de quadros do videogame de 30 para 60 quadros por segundo, uma crítica
conhecida de Battle-Cars e essencial para hardware mais recente, de acordo com Corey Davis, o diretor de design da Psyonix. Hagewood reconheceu que Battle-Cars era considerado "muito pesado", com o videogame se tornando muito inacessível para jogadores novatos contra jogadores habilidosos. Eles aliviaram alguns aspectos para torná-lo mais acessível, como desacelerar o ritmo de jogo e permitir que jogadores de todos os níveis de habilidade competissem razoavelmente uns contra os outros enquanto promoviam o jogo baseado em equipe. Embora eles tentassem adicionar elementos como power-ups, eles descobriram que eles distraíam a partida. Eles também exploraram outras mudanças, como tornar o videogame mais ambicioso, semelhante a Monday Night Combat, desenvolvendo vários minijogos relacionados ao manuseio do carro, trabalhando para fazer os gráficos darem uma sensação de escala aos jogadores para dar a impressão de que estavam controlando veículos de tamanho normal em vez de carros controlados por rádio , e criando uma estrutura de mundo aberto onde o jogador dirige entre o estádio e estádio para participar das partidas. Em vez disso, a equipe optou por reduzir o videogame ao núcleo, focando em elementos mais visuais para aprimorar o título. Em Battle-Cars, a Psyonix reconheceu que poucos jogadores realmente jogavam partidas online e desenvolveu o modo de temporada single-player de Rocket League para incentivar os jogadores para tentar partidas online, completou ele.

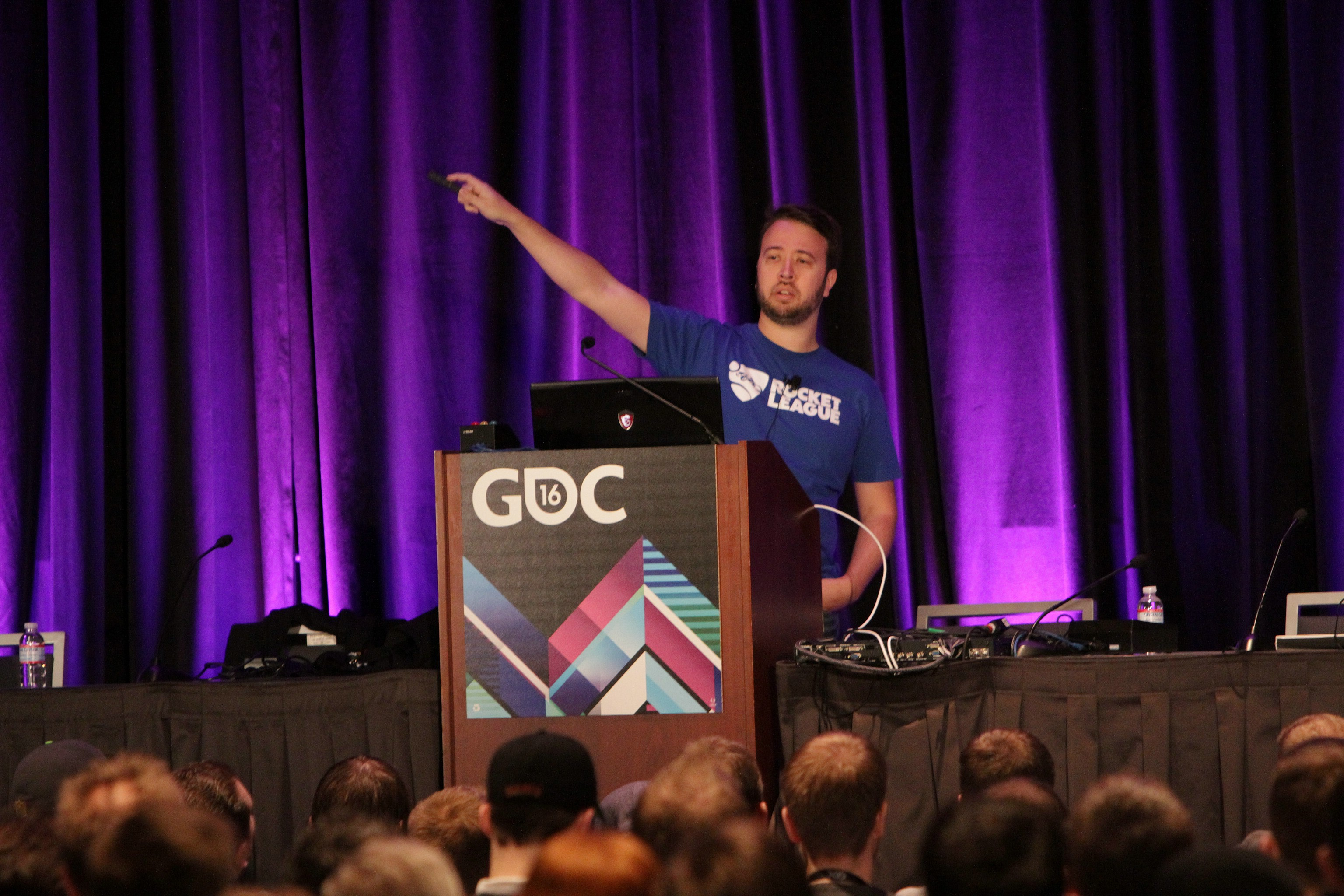
Corey Davis, desenvolvedor de Rocket League

A equipe da Psyonix estava ciente das dificuldades passadas que tiveram com Battle Cars: outros videogamess de corrida com o jogo on-line e previsão do lado do cliente. Para resolver isso, a física de jogo é baseada no uso do motor Bullet physics dentro do motor PhysX do Unreal Engine 3, que rastreia o movimento de todos os carros e atores, permitindo que eles sincronizem periodicamente o estado de jogo entre os jogadores com base em os estados físicos armazenados, que permitiam que os jogadores tivessem reações rápidas de seus clientes. Na época de Battle-Cars, a Psyonix não podia pagar por uma rede de servidor dedicada e era forçada a depender de hosts individuais, o que poderia levar a um desempenho ruim com conexões lentas à Internet. Com Rocket League, a Psyonix foi capaz de colocar uma rede de servidor dedicada em funcionamento, escrevendo seus próprios protocolos de serviço para fazer a interface com os serviços online da Sony e da Valve, de modo a permitir o jogo multiplataforma, bem como melhorar as capacidades de matchmaking. A experiência anterior da Psyonix em contratos de trabalho para jogos AAA os expôs à abordagem dos desenvolvedores maiores para lançamento e controle de qualidade, e eles foram capazes de aplicar esses princípios e buscar o mesmo nível de requisitos de qualidade na versão final lançamento de Rocket League.
A Psyonix considerou colocar Rocket League como um videogame free-to-play com microtransações, inspirado em Team Fortress 2 e Dota 2. Embora eles tenham se esforçado para estabelecer um modelo free-to-play, a Psyonix decidiu mudar para um método de venda tradicional e oferecer apenas elementos cosméticos como conteúdo para download, garantindo que nenhum jogador teria qualquer vantagem adicional além de sua própria habilidade. O nome Rocket League foi selecionado em parte para reduzir o tamanho do título do videogame a fim de aparecer totalmente nas lojas digitais, e também serviu para ser um nome mais fácil de lembrar, bem como um título de som mais maduro do que Battle-Cars, de acordo com Hagewood.

### Jogo multiplataforma
Rocket League tem sido um dos videogames líderes no suporte ao jogo multiplataforma entre computadores pessoais e consoles. Jeremy Dunham, vice-presidente de publicação da Psyonix, acredita que o jogo multiplataforma ajuda a estabelecer uma base de jogadores estável e a evitar o efeito bola de neve que pode fazer com que as bases de jogadores isoladas em plataformas individuais diminuam, especialmente na transição de uma geração de console para a seguinte. Embora a versão do Xbox One não tivesse esse recurso no lançamento, Microsoft em março de 2016 anunciou que Rocket League seria o primeiro videogame em uma nova iniciativa que estavam tomando para permitir o jogo cruzado entre os jogadores do Xbox One e do Microsoft Windows com Xbox Live contas; este recurso de jogo multiplataforma foi adicionado em uma atualização em maio de 2016. A Microsoft declarou que oferece a outras redes, como a PlayStation Network, a capacidade de integração com o Xbox Live para permitir compatibilidade total entre plataformas para videogames como Rocket League. Dunham observou que essa ideia de plataforma cruzada foi algo que eles perguntaram à Microsoft quando o lançamento de Rocket League foi definido para o Xbox One, mas ele afirmou que a Microsoft não parecia concordar com isso. Só depois de terem se aproximado da data de lançamento que a Microsoft tomaria a iniciativa de oferecê-lo como um para seus novos esforços de jogo multiplataforma.
A Psyonix determinou as etapas técnicas necessárias para habilitar o jogo multiplataforma e testou-o em ambientes fechados, e estava apenas aguardando a legalidade da conexão cruzada de jogadores entre diferentes redes antes de prosseguir. Este trabalho também inclui como eles seriam capazes de distribuir patches de conteúdo atualizado de uma maneira unificada e mais frequente para permitir que continuassem a expandir o videogame por pelo menos mais 9 meses. Em uma entrevista de julho de 2016 com a IGN, Dunham afirmou que tinha feito todo o trabalho técnico e poderia permitir o jogo multiplataforma entre as versões Xbox One e PlayStation 4 "dentro de algumas horas". Em março de 2017, a empresa estava pronta para habilitar esse recurso, mas ainda estava esperando que os fabricantes do console fizessem os acordos necessários para permiti-lo.
Com o anúncio da versão para Switch, a Psyonix afirmou que suportaria o jogo multiplataforma para usuários de PC e Xbox. A Sony ainda optou por não participar disso; O chefe de marketing global do PlayStation, Jim Ryan, disse que, embora estejam "abertos a conversas com qualquer desenvolvedor ou editor que queira falar sobre isso", sua decisão foi "uma discussão comercial entre nós e outras partes interessadas". Dunham diz que, ao contrário da Microsoft ou da Nintendo, que concordaram em permitir o jogo multiplataforma dentro de um mês e um dia, respectivamente, a Sony tem sido questionada quase diariamente sobre esse suporte e ainda não recebeu nenhuma resposta definitiva. O recurso de multiplataforma veio em uma atualização no início de 2019. Isso permitiu que os jogadores criassem listas de amigos no videogame em todas as plataformas e joguem partidas com eles. Isso é possível dentro das atuais limitações do multiplataforma: enquanto os jogadores do Windows podem adicionar amigos de outros usuários do Windows e do Xbox One, PlayStation 4 e Switch, os usuários do PlayStation 4 estão limitados aos usuários do Windows e do PlayStation 4.
Em setembro de 2018, a Sony alterou sua posição no jogo multiplataforma após o lançamento de Fortnite Battle Royale para o Nintendo Switch, onde a falta de jogo multiplataforma foi um ponto de crítica significativa. A Sony permitiu que Fortnite fosse compatível com todas as plataformas e afirmou que analisaria os outros videogames caso a caso. Em janeiro de 2019, a Psyonix anunciou que a Sony havia concedido o mesmo para Rocket League, permitindo o jogo multiplataforma entre as versões PlayStation 4, Xbox One, Switch e PC em fevereiro de 2019.

### Conteúdo disponível para download
A Psyonix planejou continuar a dar suporte a Rocket League com conteúdo para download (DLC), com a intenção de manter todas as atualizações de jogo gratuitas e cobrando apenas por itens cosméticos. Em novembro de 2015, uma atualização gratuita adicionou a capacidade de "personalizar" uma partida, permitindo uma série de predefinições e configurações de partida diferentes, incluindo um modo de baixa gravidade e uma bola em cubos, entre outras melhorias e adições. Com isso, a Psyonix é capaz de oferecer "listas de reprodução" de partidas personalizadas para testar novos modos ou para eventos temáticos de férias. Por exemplo, durante a última parte de dezembro de 2015, a Psyonix introduziu uma mutação baseada no hóquei no gelo ao lado de um evento especial com itens decorativos com tema de férias, substituindo a bola normal por um disco de hóquei e transformando o chão em gelo. Este modo provou ser muito popular e foi adicionado permanentemente às "listas de reprodução" padrão em 24 de fevereiro de 2016 sob o nome de "Dia de Neve". Em fevereiro de 2016, uma nova lista de reprodução de jogo chamada "Rocket Labs" foi adicionada para oferecer novos mapas experimentais aos jogadores como um meio de ver o feedback e o interesse dos jogadores em um mapa antes de adicioná-lo à lista de reprodução de mapas padrão do videogame. Em abril de 2016, os desenvolvedores adicionaram a lista de reprodução baseada em basquete às listas de reprodução padrão. Um novo modo ("Rumble"), que adiciona power-ups exclusivos em vários mapas, foi lançado em setembro de 2016.
O primeiro pacote DLC do videogame, intitulado Supersonic Fury, foi lançado em agosto de 2015, junto com a nova arena "Utopia Coliseum". Ele continha cosméticos exclusivos, incluindo dois carros novos, foguetes, rodas, cinco acabamentos de pintura e doze decalques para os dois carros novos. No mesmo mês, foi anunciado que Rocket League seria lançado para macOS e Linux mais tarde naquele ano, a fim de rodar nativamente com hardware SteamOS; Rocket League e Portal 2 eram parte dos incentivos para aqueles que pré-encomendaram um Steam Link, um Steam Controller ou uma Steam Machine. O segundo pacote DLC do videogame, intitulado Revenge of the Battle-Cars, foi lançado em outubro de 2015. O DLC adiciona mais dois carros de Supersonic Acrobatic Rocket-Powered Battle-Cars, junto com cosméticos exclusivos para ambos. Em outro evento, os jogadores tiveram a chance de coletar seis itens com o tema Halloween de 18 de outubro a 2 de novembro. O terceiro pacote DLC do videogame, intitulado Chaos Run, foi lançado em dezembro de 2015. O DLC adicionou mais dois carros, junto com mais cosméticos. Uma nova arena, chamada "Wasteland", foi lançada gratuitamente junto com o DLC. O mapa se destaca por ser a primeira arena fora do padrão a ser lançada, tendo um tamanho e forma diferente das outras e inspirada nos filmes Mad Max, o primeiro dos quais a Psyonix planeja lançar ao longo do tempo.
Em junho de 2016, uma nova arena, Neo Tokyo, baseada no layout do Rocket Labs Underpass, foi adicionada ao videogame por meio de uma atualização. A atualização também introduziu itens cosméticos premiados no final das partidas com vários graus de raridade e deu aos jogadores a capacidade de negociar vários itens do mesmo tipo e grau de raridade para obter um item de um grau de raridade melhor. Também estão incluídos no patch uma série de itens pintados e certificados, os últimos dos quais são itens cosméticos com tags de registro de estatísticas e oito novas conquistas. A Psyonix adicionou a habilidade de os jogadores trocarem itens com outros jogadores dentro da atualização "Rumble", incluindo sistemas de itens e caixas comparáveis ao Team Fortress 2 e Counter-Strike: Global Offensive, em que os jogadores têm a chance de ganhar caixotes jogando em partidas competitivas. Os jogadores podem comprar as chaves para abrir essas caixas por meio de microtransações, revelando itens decorativos especiais para seus carros. Os jogadores podem desabilitar esse recurso para desativar o lançamento de caixas. Embora os itens recebidos em engradados sejam negociáveis dentro do videogame, esses itens não podem ser vendidos nos respectivos mercados da plataforma, de modo a evitar problemas no mesmo sentido que a controvérsia de skin de Counter-Strike. Os fundos das microtransações seriam usados para apoiar os torneios de esportes eletrônicos organizados pela Psyonix. Em outubro de 2016, uma grande atualização intitulada "Aquadome" foi lançada, apresentando uma nova arena localizada no fundo do mar, junto com dois novos carros premium com tema de água e uma nova caixa contendo novos itens e sete novas conquistas.
A Psyonix conseguiu fazer acordos de licenciamento para incluir veículos e itens decorativos de outras franquias dentro do videogame. No lançamento, a versão para PlayStation 4 incluía o carro Sweet Tooth, da série Twisted Metal. Como um DLC separado, a máquina do tempo DeLorean da franquia de filmes De Volta para o Futuro, foi lançada em 21 de outubro de 2015, correspondendo ao Dia De Volta para o Futuro. O lançamento do Xbox One inclui veículos com tema Gears of War e Halo exclusivos para a plataforma. O Batmóvel, como visto no filme Batman v Superman: Dawn of Justice de 2016, foi oferecido como um veículo jogável em março de 2016, enquanto o Dodge Charger de Dominic Toretto do filme The Fate of the Furious foi adicionado para combinar com o lançamento do filme em abril de 2017. Uma atualização lançada em julho de 2017 introduziu uma nova arena comemorando o aniversário de um ano de Rocket League, junto com itens cosméticos baseados no programa de animação americano Rick & Morty. Juntamente com o lançamento nos cinemas de Jurassic World: Fallen Kingdom, a Psyonix havia lançado Jurassic Park e Jurassic World como tema de conteúdo, incluindo um Jeep Wrangler usado no filme Jurassic Park.
Em setembro de 2015, a Psyonix realizou uma promoção com a Torn Banner Studios, adicionando duas novas bandeiras gratuitas com o tema do Torn Banner's Chivalry: Medieval Warfare. Ao mesmo tempo que o DLC "Chaos Run" foi lançado, a Psyonix adicionou cosméticos e acessórios gratuitos da série Portal da Valve. O conteúdo temático baseado no Goat Simulator e no Euro Truck Simulator foi adicionado ao jogo em abril de 2016 como parte de acordos promocionais com esses jogos. Outro conteúdo promocional temático inclui itens decorativos baseados em The Witcher e Worms WMD. Com o lançamento do modo de jogo de basquete em 2016, a Psyonix fez uma parceria com a National Basketball Association (NBA), oferecendo bandeiras com todos os 30 logotipos de times da NBA como itens de personalização de carros. Em fevereiro de 2017, dois carros Hot Wheels foram adicionados ao videogames, junto com outros itens cosméticos baseados na marca.
Para o evento Radical Summer de 2019, a Psyonix lançou dois novos pacotes de carros; o Ecto-1 da franquia de filmes Ghostbusters em junho, e o K.I.T.T da série de televisão Knight Rider dos anos 1980 em julho. A Psyonix esperava incluir o K.I.T.T já em 2016. Para o evento de Halloween de 2019, foram adicionados carros e outros cosméticos baseados na série de televisão Stranger Things. Em maio de 2020, a Psyonix introduziu o evento Modes of May, que incluía uma série de modos de jogo por tempo limitado para cada fim de semana do mês. Os modos incluem Dropshot, Rumble, Beach Ball, Boomer Ball e Heatseeker, que apresenta uma bola que vai automaticamente para o gol adversário, fazendo comparações com o jogo de tênis de mesa de 1972 Pong.

### Trilha sonora
A trilha sonora original de Rocket League foi lançada tanto física quanto digitalmente em 1º de julho de 2015. Ele contém composições originais do designer de som da Psyonix, Mike Ault, bem como contribuições do grupo de música eletrônica da Ault, Hollywood Principle. Novas canções foram adicionadas ao videogame com atualizações pós-lançamento, incluindo "Chaos Run Theme" de Kevin Riepl, "Escape from LA (Instrumental)" de Abandoned Carnival and Ault, e um remix de "Breathing Underwater" de Hollywood Principle de Ether. Essas canções foram posteriormente compiladas no segundo volume da trilha sonora, que foi lançado em 7 de julho de 2016. A iam8bit publicou uma versão em vinil de três discos da trilha sonora, consistindo nos dois volumes acima, no final de 2016. A atualização do segundo aniversário do videogame incluiu um pacote de conteúdo musical com lançamentos do selo EDM Monstercat. A gravadora também lançou uma série de álbuns independentes com a música, intitulada Rocket League x Monstercat.

### Rocket League Sideswipe
Rocket League Sideswipe é um spin-off para celular gratuito da Psyonix com lançamento previsto para Android e iOS no final de 2021. O videogame foi anunciado em março de 2021 e irá replicar a jogabilidade do jogo original, mas em um espaço bidimensional. Os jogadores competem em partidas curtas 1 contra 1 ou 2 contra 2 que são jogadas online.

## Lançamento
Rocket League foi anunciado oficialmente como a sequência de Battle-Cars em fevereiro de 2014. Com base nos efeitos da falta de marketing com Battle-Cars, a Psyonix desenvolveu uma abordagem de marketing diferente para a Rocket League. Isso incluiu o envolvimento com streamers de videogame do YouTube e Twitch com cópias de lançamento antecipado para ajudar a espalhar o jogo, reconhecendo que os clipes do videogame seriam prontamente compartilhados por meio da mídia social. Eles também abriram o videogame para os primeiros testes alfa e beta por vários meses após o anúncio do videogame. Davis observou que, "de outra forma, eles não gastariam nenhum dinheiro em abordagens tradicionais de marketing."
Eles planejaram originalmente lançar o videogame por volta de novembro de 2014, mas perderam esse prazo para implementar melhor combinação e servidores, altas taxas de quadros e remoção dos elementos free-to-play. O jogo foi publicado em 7 de julho de 2015 para PlayStation 4 e Microsoft Windows. Davis considerou isso um acaso, já que isso mudou o videogame de um período agitado de muitos lançamentos importantes durante a temporada de férias para um período relativamente calmo do meio do ano, reduzindo a quantidade de competição de outros títulos. Além disso, o jogo lançado fazia parte da Instant Game Collection no PlayStation 4 e era gratuito para os assinantes do PlayStation Plus; na mesma semana, a Psyonix viu mais de 183 mil jogadores únicos, excedendo a capacidade do servidor e exigindo que eles aprimorassem seu código de rede para lidar com o fluxo de jogadores. Davis estimou que houve mais de seis milhões de downloads do jogo nesta promoção e considerou esta a "melhor decisão" que eles já tomaram.
No The Game Awards 2015, foi anunciado que o videogame seria publicado para o Xbox One, onde foi lançado em 17 de fevereiro, incluindo a maioria dos pacotes DLC anteriores de graça. As portas para macOS e Linux foram abertas em 8 de setembro de 2016. Uma versão de varejo de Rocket League, na forma de Edição do Colecionador, foi anunciada em fevereiro de 2016 e lançada na Europa em 24 de junho de 2016 e na América do Norte em 5 de julho de 2016. A edição de colecionador é publicada e distribuída pela 505 Games e inclui os três primeiros pacotes de conteúdo para download gratuitamente, bem como quatro carros adicionais que ficaram disponíveis para download digital em 18 de julho: Aftershock e Marauder (ambos de Supersonic Acrobatic Rocket-Powered Battle Cars), bem como Esper e Masamune. Em outubro de 2017, a Psyonix anunciou que a Warner Bros.Interactive Entertainment começaria a publicar uma versão atualizada do videogame para os consoles PlayStation 4 e Xbox One até o final daquele ano, o que inclui conteúdo adicional para ambas as versões.
A versão para PlayStation 4 foi atualizada em fevereiro de 2017 para oferecer suporte para o PlayStation 4 Pro, permitindo resolução 4K e renderização constante de sessenta quadros por segundo a 1080 píxeis para jogadores em tela dividida de um ou dois jogadores; a tela dividida de três e quatro jogadores renderizava até sessenta quadros por segundo quando possível. Melhorias de renderização semelhantes também foram feitas no PlayStation 4 padrão para aproximar-se dos constantes 60 quadros por segundo para a maioria das arenas e modos.
Depois de analisar a viabilidade de fazer isso, a Psyonix anunciou que Rocket League também seria lançado para o Nintendo Switch, conforme revelado durante a conferência de imprensa da Nintendo durante a E3 2017. Foi lançado no final daquele ano, em 14 de novembro, e incluía opções de personalização de propriedades da Nintendo, com designs de carros inspirados em Mario, Luigi e Metroid, oferecendo suporte ao jogo multiplataforma com as versões de PC e Xbox One. Devido à falta de suporte natural do Switch para a Unreal Engine 3, alguns acordos tiveram que ser feitos no processo de portabilidade, como reduzir a qualidade gráfica para 720 píxeis. Apesar de ter que fazer um trabalho personalizado para fazer o videogame funcionar sem problemas no Switch, Dunham ficou impressionado com o trabalho que foi feito antes do lançamento.
O estúdio Panic Button, com sede em Austin, Texas, auxiliou a Psyonix com as portabilidades do Xbox One e Nintendo Switch, e atualizações gráficas para suportar o PlayStation 4 Pro. Em abril de 2017, a Psyonix anunciou que havia feito uma parceria com a Tencent para trazer uma versão gratuita de Rocket League para o mercado de jogos eletrônicos chinês, com os usuários podendo comprar itens cosméticos por meio de microtransações. Foi licenciado com sucesso através do processo de aprovação da China em julho de 2019. Por causa do crescimento contínuo da base de jogadores do jogo, Dunham disse que não prevê a criação de qualquer sequência para o jogo, e, em vez disso, espera continuar a adicionar novos recursos ao videogame ao longo de vários anos, chamando isso de "janela de suporte infinito". Uma pequena equipe dentro da Psyonix foi criada para explorar novos recursos e ideias de jogabilidade para continuar a expandir Rocket League.
Em maio de 2019, a Epic Games anunciou que havia adquirido a Psyonix por um valor não revelado. A Psyonix tem um relacionamento de longa data com o estúdio (sua sede original na Carolina do Norte tinha apenas dezenove quilômetros de distância dos estúdios da Epic, tendo trabalhado com ela em ferramentas de desenvolvimento para a Unreal Engine. Como resultado da compra, o jogo eletrônico foi planejado para ser adicionado à Epic Games Store no final de 2019, mas a Psyonix não tinha certeza se o videogame se tornaria exclusivo para a loja. O videogame tornou-se sujeito a um bombardeio de análises na Steam devido a esta venda, acionando o sistema de "atividade de análise fora do tópico" da Steam, que esconde análises que não estão relacionadas ao jogo em si.
A Psyonix anunciou em janeiro de 2020 que, como parte de uma grande atualização dos sistemas de jogo básicos, eles retirariam o suporte para macOS e Linux do videogame em março de 2020. Depois de março de 2020, essas versões não serão mais capazes de conectar e usar as partes online do videogame, mas ainda podem ser jogadas no modo single player ou multiplayer local. A Psyonix disse em uma mensagem de acompanhamento que os jogadores macOS e Linux representavam menos de 0,3% da base total de jogadores e não poderia justificar mantê-los como plataformas suportadas à medida que avançavam as outras plataformas para tecnologias mais recentes, como mover a versão do Windows do DirectX 9 para 11. O desenvolvedor ofereceu reembolso total para o jogo para proprietários de macOS e Linux, independentemente de quanto tempo eles tinham o videogame.

### Promoções
A Psyonix se uniu à Internal Drive para fornecer Rocket League como parte dos acampamentos educacionais de verão da iD Tech para crianças, usando o videogame para recreação e para ensinar elementos de design de jogos. Em 2017, o videogame foi patrocinador dos eventos pay-per-view da WWE, Backlash , Great Balls of Fire e SummerSlam. No ano seguinte, as empresas anunciaram uma nova parceria, com itens cosméticos da WWE introduzidos no jogo em abril.
A Psyonix fez uma parceria com a Zag Toys para produzir uma série de carrinhos de brinquedo baseados nos veículos de Rocket League, lançados em junho de 2017. Alguns deles incluem um código resgatável que pode ser usado dentro do jogo para itens de personalização exclusivos. Os desenvolvedores também filmaram anúncios de televisão para Rocket League que começaram a ser veiculados no mesmo mês. Junto com esses anúncios, a Psyonix ofereceu cópias gratuitas de Rocket League juntamente com a compra deplacas de vídeo selecionadas da Nvidia. Em dezembro de 2018, a marca de carros de brinquedo Hot Wheels lançou um videogame de carro de controle remoto baseado em Rocket League que apresenta dois carros que são controlados por dispositivos Bluetooth, um campo de jogo, uma bola contendo sensores infravermelhos para fins de pontuação, e dispositivos de carregamento.